# Hathi Parbat
Hathi Parbat (auch Haathi Parvat oder Elephant Peak) ist ein 6727 m hoher Berg im westlichen Himalaya in der Region Garhwal im indischen Bundesstaat Uttarakhand.
Der Hathi Parbat befindet sich im Süden der Kamet-Gruppe. Er liegt im Nanda-Devi-Nationalpark.
Der Hathi Parbat wurde erstmals am 6. und 7. Juni 1963 von sieben Bergsteigern unter der Leitung von Sonam Gyatso bestiegen. Am ersten Tag erreichten Lhakpa Tenzing, H.G.S. Rawat und Thondup Tsering, Schwiegersohn von Tenzing Norgay, den Gipfel, am nächsten Tag folgten Dawa Norbu, D.S. Sisodia, Sonam Wangyal und Leutnant Kaushal von der Maratha Light Infantry.